# Jewel Shepard
Jewel Shepard (ur. 3 stycznia 1958 na Brooklynie w Nowym Jorku) – amerykańska aktorka, okazjonalnie reżyser i scenarzystka filmowa.

## Życiorys
Urodzona i wychowana w Nowym Jorku, na początku lat osiemdziesiątych przeprowadziła się do Kalifornii. Początkowo pracowała jako striptizerka w licznych klubach w Los Angeles. Zajmowała się także modelingiem.
Najbardziej znana jest jako odtwórczyni drugoplanowych ról w filmach Party Camp (1987) oraz Powrót żywych trupów (The Return of the Living Dead, 1985). Do branży filmowej oficjalnie wdarła się po udziale w licznych serialach telewizyjnych, w roku 1982 występując w epizodycznej roli w niezależnym kryminale The Junkman w reżyserii H. B. Halickiego. Udział w tym filmie przyczynił się następnie do udziału Jewel w blisko dwunastu projektach klasy „B”. W 1992 r. skapitalizowała swój status gwiazdy produkcji niszowych, wydając książkę Invasion of the B-Girls, na którą składały się wywiady z tak popularnymi aktorkami, jak Linnea Quigley czy Mary Woronov. Współpracowała też z pismami Cosmopolitan, Premiere i Details.
Jej autobiografia zatytułowana If I’m So Famous, How Come Nobody’s Ever Heard of Me? została opublikowana w 1996 roku.
Obecnie Shepard rezyduje w Sherman Oaks, dzielnicy Los Angeles (stan Kalifornia).